# Nationalisme libanais

Drapeau du Liban.

Carte de la Phénicie.

Carte de la Phénicie et des routes commerciales méditerranéennes.

Le nationalisme libanais est une idéologie nationale, qui considère les Libanais comme une nation distincte et indépendante du monde arabe. Elle considère les Libanais comme les descendants directs des Phéniciens.
Les racines de cette idéologie remontent à la guerre sectaire qui éclate au XIXe siècle entre les Maronites et les Druzes au mont Liban à cause des Ottomans, où les sectes maronite et druze ont joué ensemble pour former l'État moderne du Liban. L'idéologie prend sa forme officielle pendant la période entre les deux guerres et le mandat français sur la Syrie, quand elle était avant tout un outil pour s'opposer au nationalisme arabe et pour justifier l'existence de l'État du Grand Liban.
Au cours du XXe siècle, et de la guerre civile libanaise, le nationalisme libanais a été associé parmi les chrétiens des Phalanges libanaises, aux Forces libanaises, au Parti national libéral et la Brigade Marada et à des mouvements laïques tels que les Gardiens des Cèdres, le Bloc national et le Parti du renouveau libanais, dirigé par le poète et philosophe libanais Saïd Akl. Il était également présent chez les musulmans chiites du mouvement Amal et une idéologie centrale de sa branche armée, les Régiments de la résistance libanaise. Actuellement, il est présent parmi les Brigades de la résistance libanaise multiconfessionelles et subordonnées au Hezbollah. En conséquence, les nationalistes libanais n'ont jamais formé un bloc, ceux-ci étant très différents idéologiquement et ont des avis divergents sur quels alliés choisir, le tout s'ajoutant au confessionnalisme.
Le nationalisme libanais va plus loin et inclut des vues unitaires qui transcendent les frontières libanaises et cherchent à unifier et annexer toutes les anciennes terres de la Phénicie autour du Liban d'aujourd'hui. Cela vient du fait que le Liban actuel, la côte de la Syrie sur la Méditerranée et le nord d'Israël est la région qui correspond à peu près à l'ancien royaume de Phénicie, et par conséquent, la majorité des Libanais apprennent à connaître l'ancienne population phénicienne de ces régions. Par conséquent, l'État du Grand Liban proposé inclut le Liban, avec l'annexion de la côte méditerranéenne de la Syrie et l'annexion du nord d'Israël.
Le patrimoine culturel et linguistique du peuple libanais est un mélange d'éléments autochtones et de cultures étrangères qui en sont venus à régner sur la terre et sur son peuple depuis des milliers d’années. Dans une interview de 2013, le principal chercheur et généticien libanais, Pierre Zalloua, a noté que la variation génétique précédait les variations et divisions religieuses : « Le Liban avait déjà des sociétés bien différenciées avec leurs propres caractéristiques génétiques, mais il n'y avait pas de différences majeures et les religions se présentaient sous la forme de couches de peinture en haut. Il n'y a pas de modèle distinct qui montre qu'une communauté porte plus de phéniciens qu'une autre ».
Le nationalisme libanais s'oppose à la version irrédentiste du nationalisme syrien, car l'irrédentisme syrien considère le Liban comme une partie de la Grande Syrie, toutefois, certains mouvements nationalistes libanais soutiennent le nationalisme syrien à condition qu'il n'empiète pas sur le Liban. Ce qui explique la division des nationalistes libanais sur la question syrienne après la division confessionnelle.

## Voir également

#### Nationalistes éminents
- Youssef Bey Karam (1823-1889), un révolutionnaire
- Elias Boutros Al-Howayek (1843-1931), le patriarche maronite d'Antioche
- Pierre Gemayel (1905-1984) est un homme politique
- Camille Chamoun (1900-1987), président du Liban
- Bashir Gemayel (1947-1982), président du Liban
- Danny Chamoun (1934-1990) politicien
- Etienne Saqr (né en 1937), leader nationaliste
- Said Akl (1911-2014), poète, écrivain, philosophe, dramaturge et linguiste
- Soleimane Frangié (1910-1992), président du Liban et fondateur du Mouvement Marada
- Tony Frangié (1939-1978), chef de la Brigade Marada
- Sleiman Frangié (1965-), actuel chef du Mouvement Marada
- Gibran Khalil Gibran (1883-1931) est un écrivain, poète et plasticien